# القبلة (فلم 1896)
القبلة (بالإنجليزية: The Kiss) هو فيلم أبيض وأسود قصير صامت أمريكي انتاج عام 1896 المعروف أيضًا باسم قبلة ماي إيروين و قبلة رايس إيروين و الأرملة جونز وكان من أوائل الأفلام التي تم عرضها تجاريًا للجمهور. يبلغ طولها حوالي 18 ثانية، وهي تصور إعادة تمثيل للقبلة بين ماي إيروين وجون رايس من المشهد الأخير للمسرح الموسيقي الأرملة جونز. الفيلم من أخرج ويليام هايس من أجل توماس إديسون. تم إنتاج الفيلم في أبريل 1896 في استوديوهات إديسون ، أول استوديو أفلام في الولايات المتحدة. في ذلك الوقت كان إديسون يعمل في استوديوهات بلاك ماريا في ويست أورانج، نيو جيرسي.
في عام 1999 اعتبرت مكتبة الكونغرس الفيلم القصير "ذا أهمية ثقافية" واختير للحفظ في السجل الوطني للأفلام.

## طقم التمثيل
- ماي إروين في دور الأرملة جونز
- جون رايس في دور بيلي بايكس

## روابط خارجية
- The Kiss  في قاعدة بيانات الأفلام على الإنترنت (بالإنجليزية)
- The Kiss at مكتبة الكونغرس
- The Kiss video and biography of ماي جين
- The Kiss on يوتيوب